# Four Moods
Xi nu ai le (喜怒哀乐), comercialitzada internacionalment com a Four Moods és una pel·lícula de Taiwan en esquetxos dirigida per Li Han-hsiang, King Hu, Pai Ching-jui i Lee Hsing estrenada el 10 de setembre de 1970. Consta de quatre segments: alegria, ira, tristesa i felicitat, totes històries de fantasmes, incloent temes com desig de mort, presó i alcoholisme. Les dones bones i dolentes tenen un paper destacat en els diferents segments.

## Producció
La pel·lícula va ser rodada gratuïtament per Lee Hsing, King Hu i Pai Hsing-jui per tal d'ajudar el seu amic Li Han-hsiang a millorar la seva precària situació financera després del fracàs de l'estudi GMP que havia fundat; tanmateix, els costos de producció amb prou feines es van cobrir amb els rebuts, ja que els directors es van centrar més en la vessant artística que en la vessant comercial, segons Li. Fou projectada com a part de la secció oficial de la V Setmana Internacional de Cinema Fantàstic i de Terror de Sitges.

## Segments

### 李行 ("alegria")
- Dirigit per: Lee Hsing
- Repartiment: Chen Chen

### 胡金铨 ("ràbia")
- Dirigit per: King Hu
- Història: en una fonda amb un ambient acollidor, diversos protagonistes amb dissenys entrecreuats s'enfronten en un ballet giratori típic de l'estil Huien.
- Repartiment: Hu Chin (l'hostaler)

### 白景瑞 ("tristesa")
- Direcció : Pai Hsing-jui
- Repartiment : Chang Mei-yao

### 李翰祥 ("felicitat")
- Direcció : Li Han-hsiang
- Repartiment : Li Li-hua